# T-DJ Milana
T-DJ Milana (настоящее имя Юлия Игоревна Рысина; род. 12 февраля 1989, Луганск) — украинская топлес-диджей, композитор, танцовщица и модель.

## Биография
Юлия Рысина родилась 12 февраля 1989 года в Луганске. До 2007 года развивалась в модельном бизнесе, однако потом переехала в Харьков, где начала карьеру топлес-диджея в клубе МИСТО и сформировала совместно с DJ Viniloff проект Quattro Hand’s Stuff.
В 2009 году T-Dj Milana начала двухмесячный тур по клубам Болгарии, Хорватии и Македонии, после чего была приглашена в качестве специального гостя на ток-шоу The Late Show with Azis.
В 2010 году презентовала свой первый трек «Feel, Real» и видеоклип на него, а также организовала недельный тур в Индонезии и повторные туры в Болгарии и России. К 2011 году сингл Юлии был использован и поддержан рядом известных диджеев, так, Пол Окенфолд использовал в его эпизоде 094 «Perfecto Podcast!», а Джеймс Грант — в его радио-шоу Anjunadeep.
В 2013—2014 годах DJ Milana дважды участвовала в телешоу «Говорит Украина» на канале «Украина». В августе того же года Милана впервые выступила на острове Ивиса в Испании, где сразу получила статус резидента крупной борт-вечеринки «Oceanbeat Ibiza». Также в 2013 году Юлия снялась в клипе на песню «Gimme some more» болгарской певицы Вали. С 2014 года продолжает работать резидентом на «Oceanbeat Ibiza», а также в клубах «Bora-Bora Ibiza» и «Top 21 ibiza».
В 2015 году приняла участие в клипе Роман Полонский ft. Godwin Kiwinda на песню «Shika».